# Arvier
Arvier est une commune italienne alpine de la région Vallée d'Aoste.

## Géographie
Arvier compte 866 habitants, est située au fond de la vallée de la Doire Baltée et se trouve à 14 kilomètres d'Aoste, dans la haute Vallée d'Aoste.

Localisation de la commune d'Arvier à l'intérieur de la vallée d'Aoste.

## Histoire
Le toponyme latin est Arva. Par Arvier, à l’époque romaine, passait la Route des Gaules dont la construction avait été ordonné par Auguste pour relier la Plaine du Pô avec la Gaule.

### Monuments et lieux d'intérêt
Le patrimoine historique arvelain est représenté par :
- le château de la Mothe ;
- les ruines du château de Montmayeur (fin du XIIIe siècle) au hameau Grand-Haury ;
- la maison forte de Planaval, dans le bas Valgrisenche, l'une des plus élevées de la Vallée d'Aoste ;
- l'église Saint-Sulpice, avec son clocher roman ;
- la chapelle de Rochefort, à l'endroit où se trouvait jusqu'à la fin du XIXe siècle le château du même nom[3] ;
- le bourg de Léverogne, caractérisé par de nombreux bâtiments remontant au Moyen Âge et par ses anciennes cheminées d'usine[4].

## Personnalités liées à Arvier
- Maurice Garin, cycliste - avec ses frères César et Ambroise.
- Conrad Gex (1932-1966), aviateur et homme politique.
- Maurice Perron, homme politique.
- Jean-François Ferrod, baron responsable de la restauration du château royal de Sarre.

## Économie
Arvier fait partie de l'unité des communes valdôtaines du Grand-Paradis.

### Sport
Chaque année au mois d'avril, a lieu sur la commune d'Arvier la compétition internationale de ski-alpinisme du Tour du Rutor, qui fait partie de la Grande Course, lancée en 2011.
En 2009 (du 26 septembre au 4 octobre), Arvier a accueilli la finale de la 69e édition du Championnat d'échecs d'Italie.

### Tourisme
Beaucoup de sentiers de randonnée s'égrainent sur le territoire de la commune jusqu'à la limite des glaciers des Doravides et du pic de Tos.
La localité Planaval, au Valgrisenche, offre plusieurs opportunités aux amateurs des sports d'hiver : le ski de randonnée, dont les pistes s'étendent près d'une tour du XIVe siècle, le ski alpin, avec des itinéraires en hauteur pour la pratique de l'héliski pour la descente.

## Culture

### Œnologie
Arvier est la patrie du vin rouge Vallée d'Aoste Enfer d'Arvier.

## Administration
| Période                                  | Période     | Identité       | Étiquette        | Qualité |
| ---------------------------------------- | ----------- | -------------- | ---------------- | ------- |
| 9 mai 2005                               | 24 mai 2010 | Walter Riblan  | Union valdôtaine | Syndic  |
| 24 mai 2010                              | En cours    | Mauro Lucianaz | Union valdôtaine | Syndic  |
| Les données manquantes sont à compléter. |             |                |                  |         |

## Hameaux
Entre parenthèses les toponymes en patois arvelain :
Baise-Pierre (Mezepira), Chamençon (Tsamèntson), Chamin (Tsamèn), Chez-les-Fournier (Tchu Fourgnì), Chez-les-Garin (Tchu Gaèn), Chez-les-Gex (Tchu le Dzé), Chez-les-Moget (Tchu Modzè), Chez-les-Sage (Tchu Sage), Chez-les-Thomasset (Tchu Tomasè), Chez-les-Roset (Tchu Rozè), Chez-les-Viction (Tchu Vitchón), La Crête (La Criha), Grand-Haury (Lo Gran Tû), Léverogne (Lévrogne), Mécosse (Mécosse), Petit-Haury (Lo Pitchoù Tû), Planaval (Plan-ó), La Ravoire (La Rouî), Rochefort (Rotsefô), Verney (Lo Vernài)

## Transports
La commune dispose d'une gare sur la ligne Aoste - Pré-Saint-Didier, desservie par un train toutes les heures environ.

## Communes limitrophes
Avise, Introd, La Thuile, Rhêmes-Saint-Georges, Saint-Nicolas, Valgrisenche, Villeneuve

## Galerie de photos

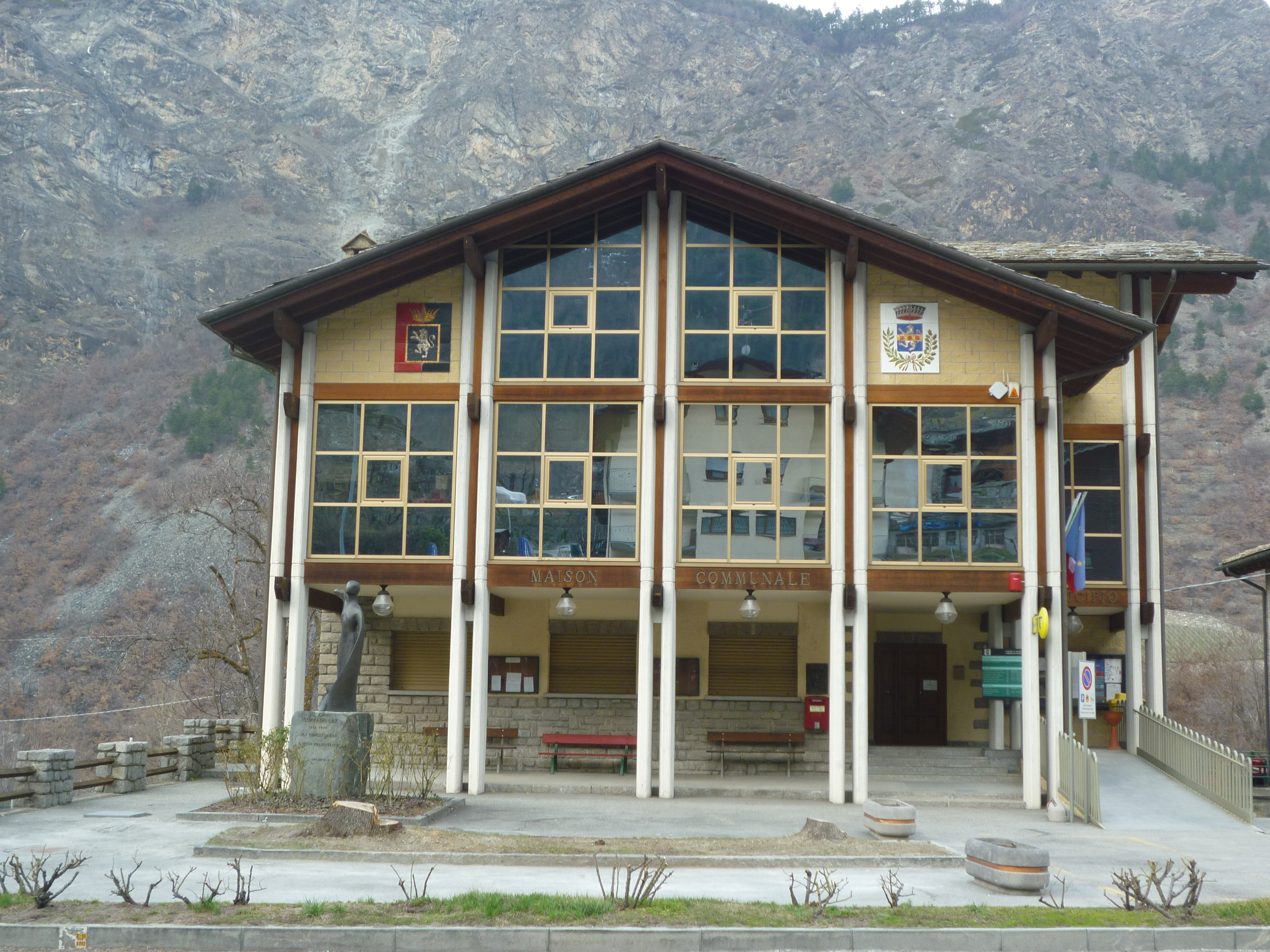
La maison communale.
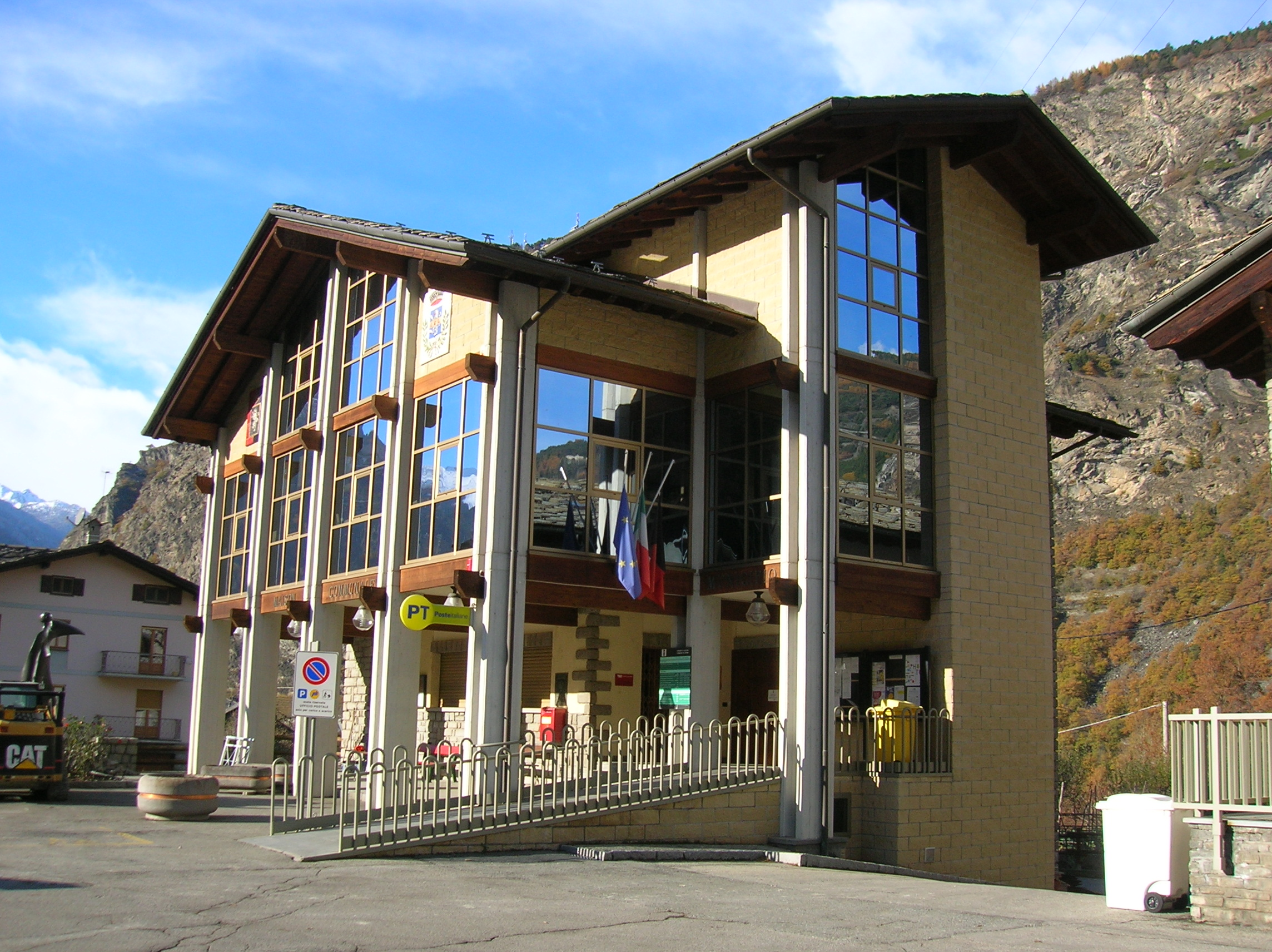
La maison communale.
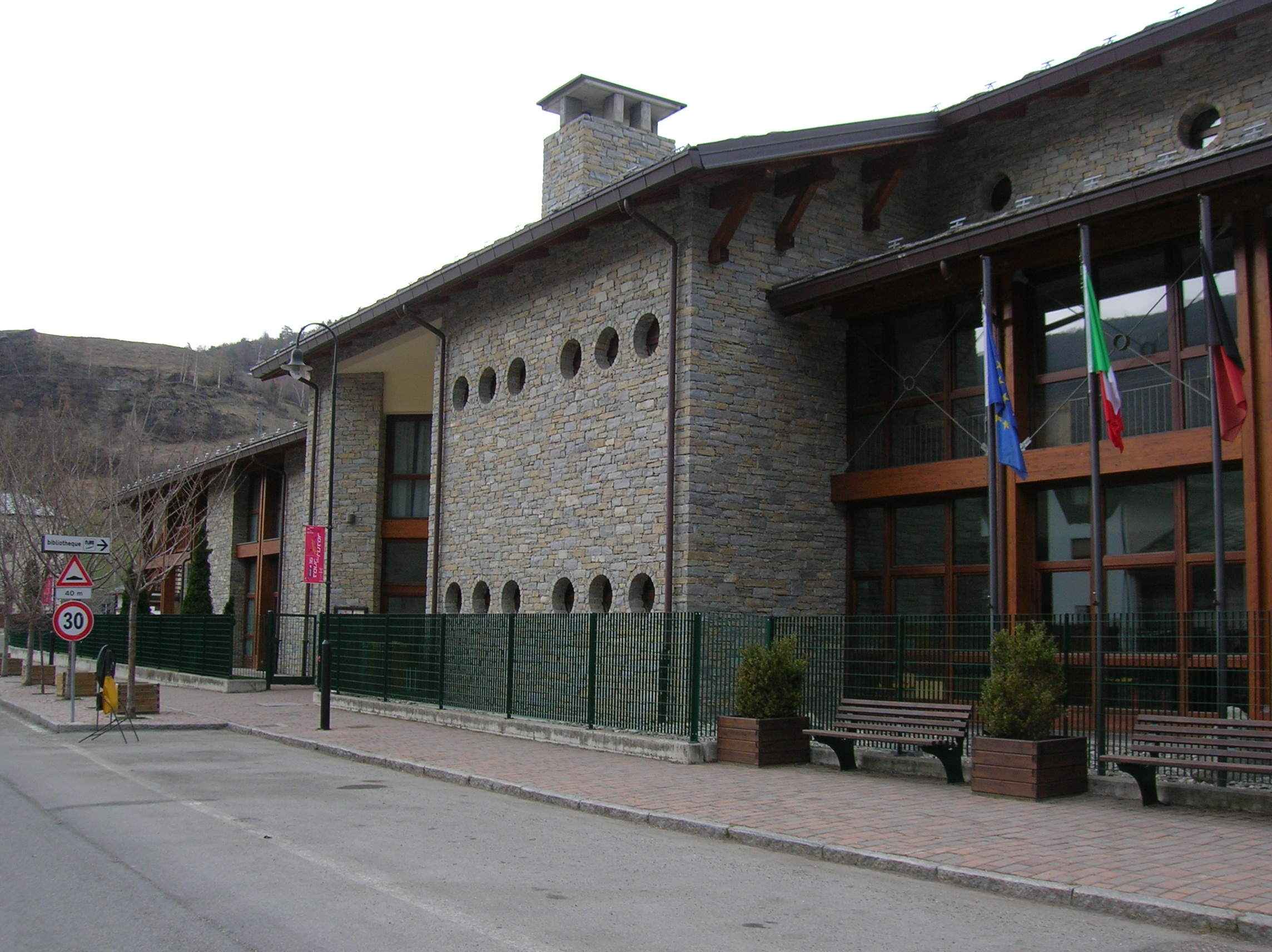
La bibliothèque.
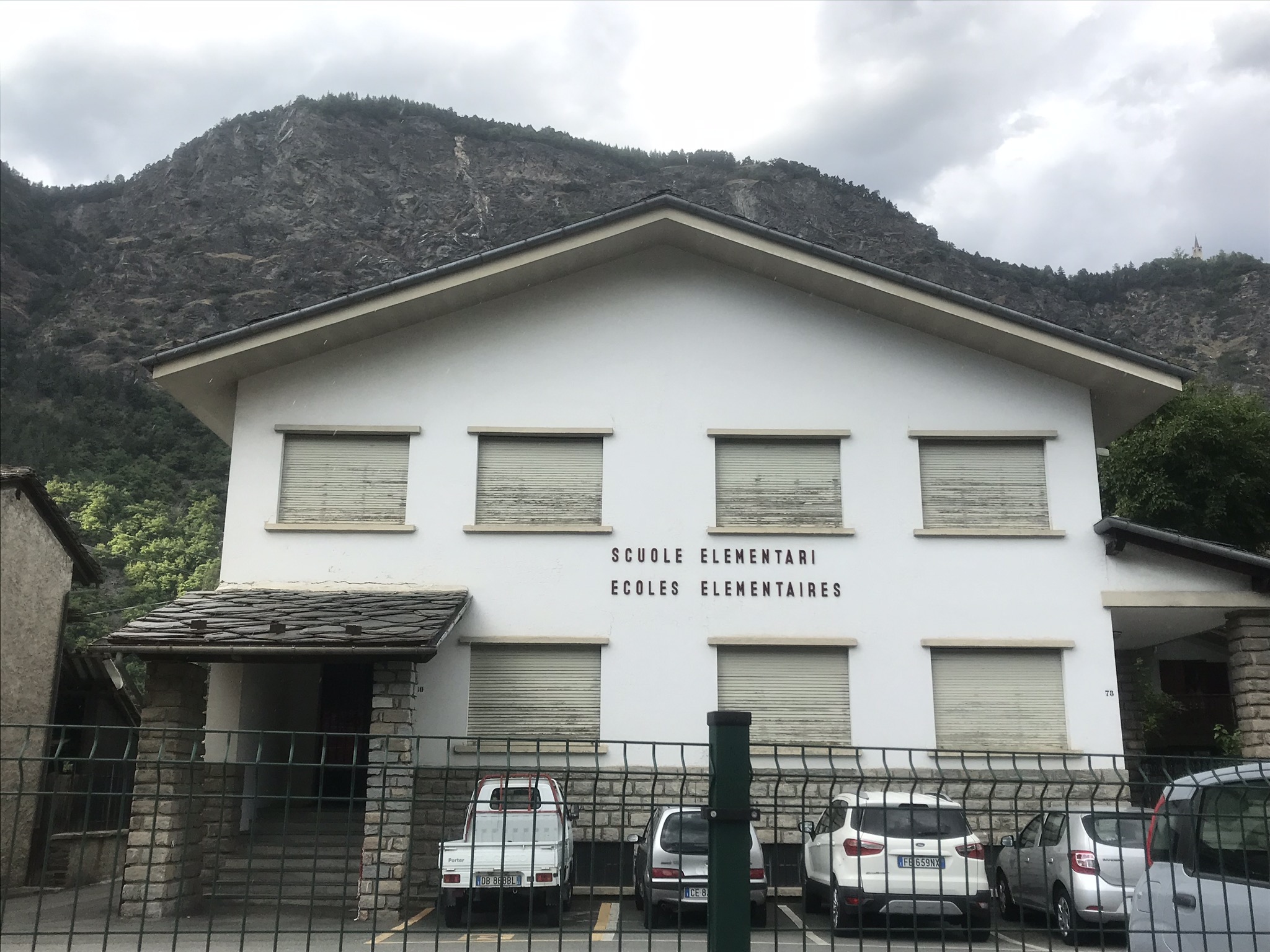
L'école.
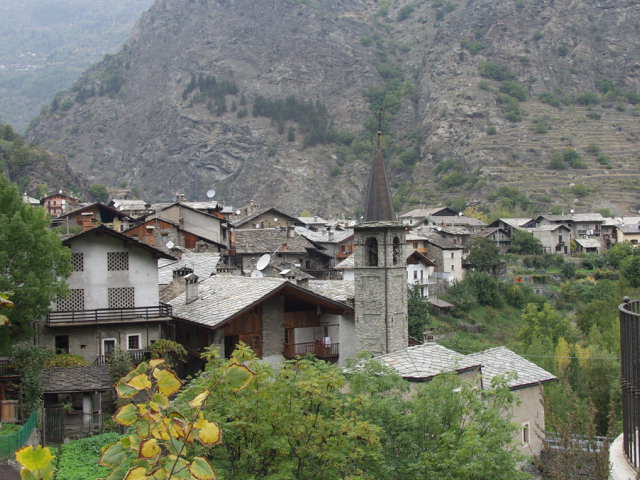
L'église et le bourg de Léverogne.
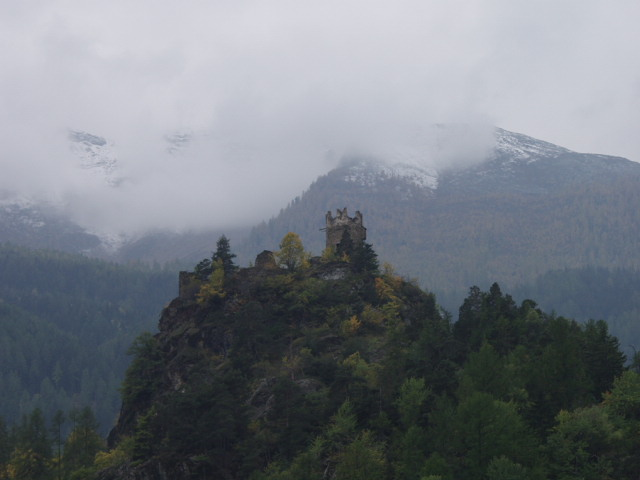
Les ruines du château de Montmayeur.
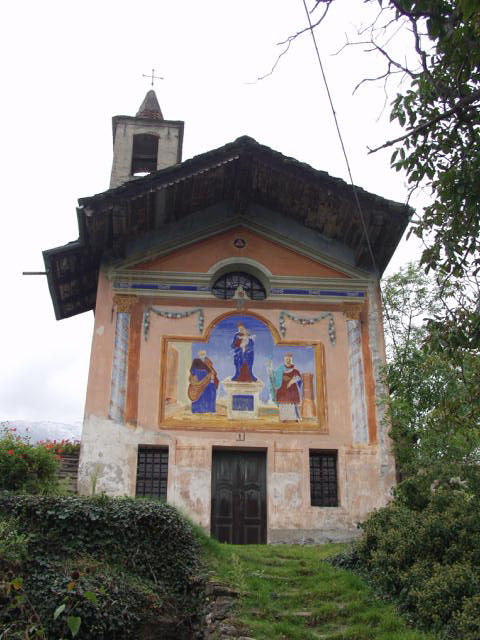
L'église Saint-Pierre-aux-Liens à La Revoir.
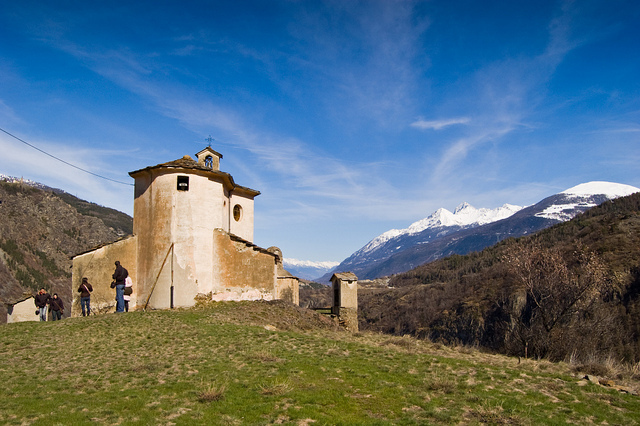
Le sanctuaire Notre-Dame à Rochefort.
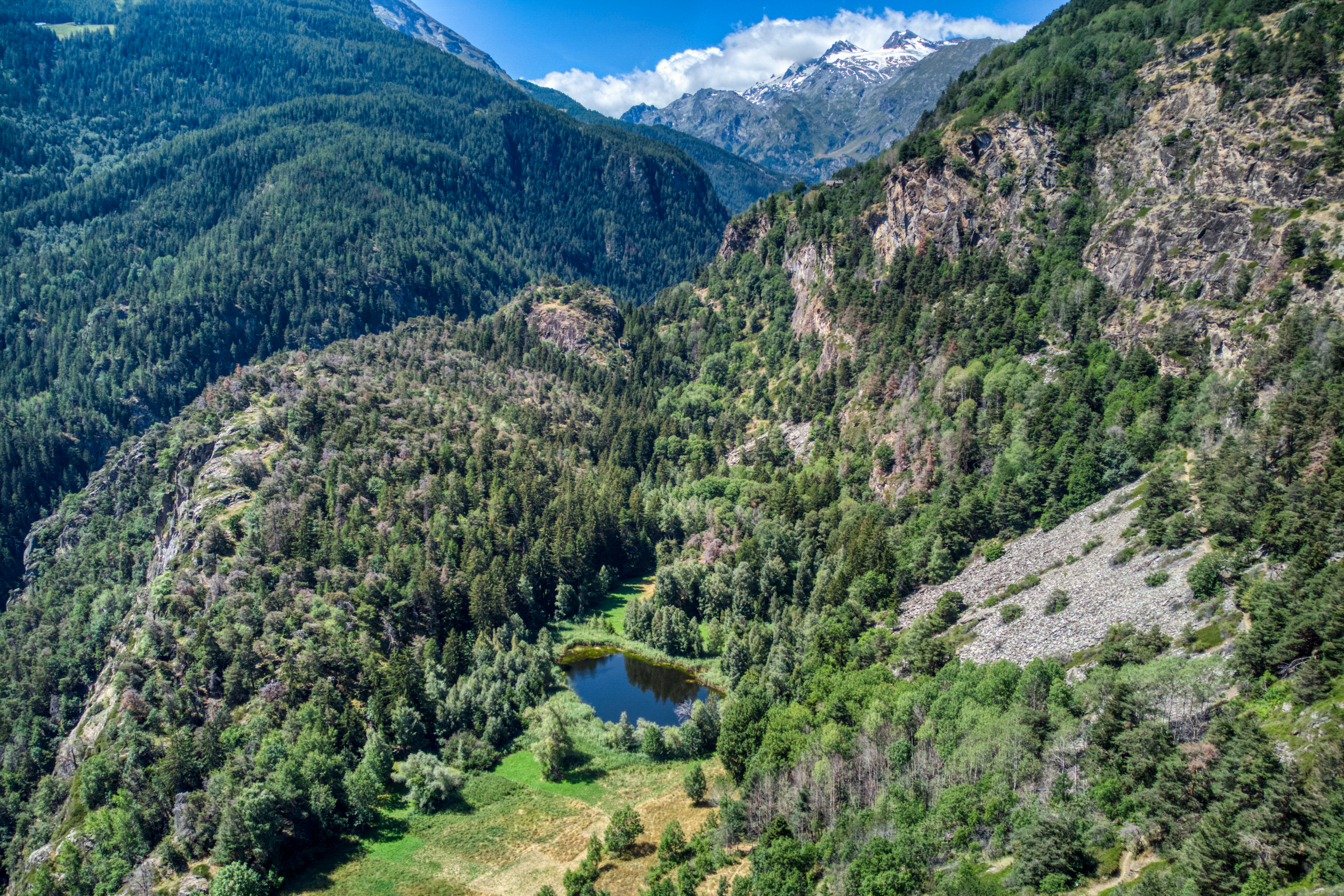
La réserve naturelle de Lolair.